# Jeux panaméricains de 2003
Navigation
Édition précédente Édition suivante
Les 14e Jeux panaméricains, se sont tenus du 1er au 17 août 2003 à Saint-Domingue, en République dominicaine. 5 325 athlètes représentants de 42 délégations ont participé à ces jeux. La délégation la plus importante était celle des États-Unis avec 713 athlètes.

## Tableau des médailles
| Rang | Nations                | Médaille d'or | Médaille d'argent | Médaille de bronze | Total |
| ---- | ---------------------- | ------------- | ----------------- | ------------------ | ----- |
| 1er  | États-Unis             | 117           | 80                | 73                 | 270   |
| 2e   | Cuba                   | 72            | 41                | 39                 | 152   |
| 3e   | Canada                 | 29            | 57                | 42                 | 128   |
| 4e   | Brésil                 | 29            | 40                | 54                 | 123   |
| 5e   | Mexique                | 20            | 27                | 32                 | 79    |
| 6e   | Venezuela              | 16            | 21                | 27                 | 64    |
| 7e   | Argentine              | 16            | 20                | 27                 | 63    |
| 8e   | Colombie               | 11            | 8                 | 24                 | 43    |
| 9e   | République dominicaine | 10            | 12                | 19                 | 41    |
| 10e  | Jamaïque               | 5             | 2                 | 6                  | 13    |
| 11e  | Porto Rico             | 3             | 4                 | 9                  | 16    |
| 12e  | Équateur               | 3             | 1                 | 5                  | 9     |
| 13e  | Chili                  | 2             | 10                | 10                 | 22    |
| 14e  | Trinité-et-Tobago      | 2             | 4                 | 1                  | 7     |
| 15e  | Uruguay                | 2             | 1                 | 5                  | 8     |
| 16e  | Pérou                  | 1             | 1                 | 8                  | 10    |
| 17e  | Suriname               | 1             | 0                 | 0                  | 1     |
| 18e  | Guatemala              | 0             | 3                 | 9                  | 12    |
| 19e  | Salvador               | 0             | 2                 | 2                  | 4     |
| 20e  | Bahamas                | 0             | 2                 | 0                  | 2     |
| 21e  | Haïti                  | 0             | 1                 | 2                  | 3     |
| 23e  | Grenade                | 0             | 1                 | 1                  | 2     |
| 23e  | Guyana                 | 0             | 1                 | 1                  | 2     |
| 24e  | Îles Caïmans           | 0             | 1                 | 0                  | 1     |
| 24e  | Bermudes               | 0             | 1                 | 0                  | 1     |
| 26e  | Bolivie                | 0             | 0                 | 2                  | 2     |
| 26e  | Panama                 | 0             | 0                 | 2                  | 2     |
| 28e  | Antilles néerlandaises | 0             | 0                 | 1                  | 1     |
| 28e  | Barbade                | 0             | 0                 | 1                  | 1     |
| 28e  | Costa Rica             | 0             | 0                 | 1                  | 1     |
| 28e  | Honduras               | 0             | 0                 | 1                  | 1     |
| 28e  | Sainte-Lucie           | 0             | 0                 | 1                  | 1     |

### Articles liés
- Athlétisme aux Jeux panaméricains de 2003
- Cyclisme aux Jeux panaméricains de 2003
- Gymnastique aux Jeux panaméricains de 2003
- Tennis aux Jeux panaméricains de 2003